# Aspergillus heteromorphus
Aspergillus heteromorphus är en svampart som beskrevs av Bat. & H. Maia 1957. Aspergillus heteromorphus ingår i släktet Aspergillus och familjen Trichocomaceae.   Inga underarter finns listade i Catalogue of Life.